# 有机食品文化

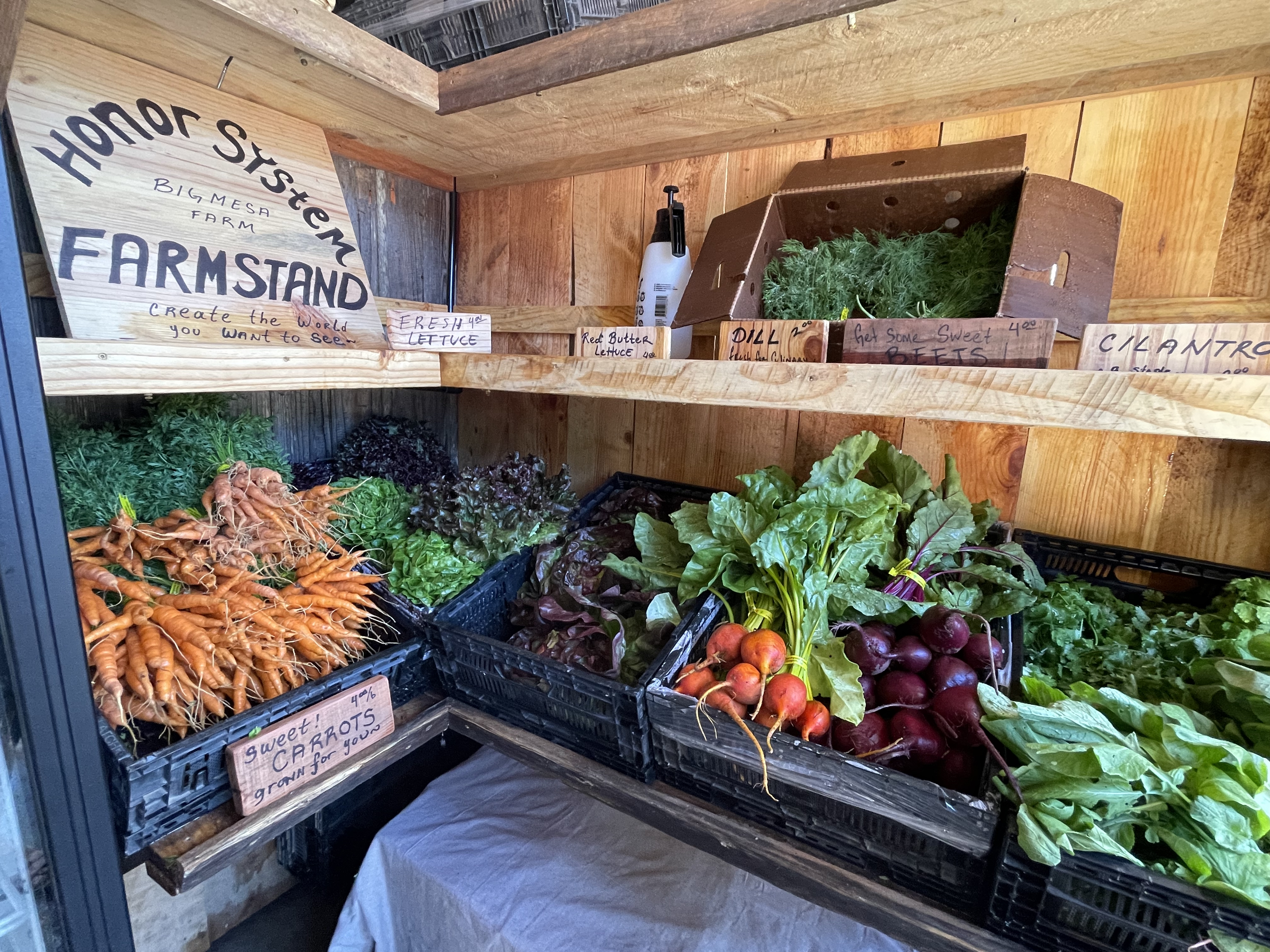
加利福尼亚州门多西诺的大梅萨农庄正在宣传 "有机蔬菜"。

有机食品文化指的是近年来的一种社会和文化的趋势，由于媒体对健康、食品安全和农药对环境危害的报道增多，人们对有机食品的兴趣日益浓厚。这种态度认为食品是健康的核心要求，但它并没有忽视对食品消费的审美（对美的关注）或享乐方面。
人们的饮食方式在这种趋势下跨越了社会和文化领域的许多方面，比如有关食品方面的市场行为和媒体内容，这导致了这些领域出现了新颖性和其他变化。在全球范围内，人们对有机食品的消费和考虑的态度已经发生了转变，这似乎影响了当地的饮食文化和传统美食，同时也将它们融入其中。

## 食物的批判性消费
消费有机食品是一种批判性消费主义，因为它源于与个人和公共福利相关的信念。在食品消费方面，这种做法要求消费者有清醒的认识，知道自己在食品消费方面想要什么以及想要的原因。消费者的这种观念既涉及环境责任，也涉及个人责任。
因此，有机食品意味着对自我和环境的关注，并且以非常个性化的方式发挥作用。此外，有机食品也是传播个人信仰的一种手段。
即使消费者有意识地积极主动消费，他们也必须确保所消费的产品是按照精确的标准生产的。这可以通过依靠美国食品和药物管理局等机构干预有机食品流通的管理来实现。这些组织还为消费者提供了一系列可识别的标志，传达有关食品的来源、生产方式、成分和营养价值的信息。
这种有机市场实践的愿景赋予了消费者巨大的权力，认为消费者能够引导有意识的市场需求。
就有机食品而言，最初是因为需求而创造了市场，但最终是标有 "有机 "标签的产品的数量以及日益增长的需求刺激了消费模式。

## 国家差异和食品政策

### 本土化实践
有机食品的日益普及也引发了各国政府的关心并发现了一些重要问题。一些研究还指出，人们之所以偏爱购买有机食品，是因为他们认为有机食品可以刺激当地经济。 人口统计和农业的历史以及政府程序是理解近期粮食系统本地化实践的基础。人们日益认识到地方粮食和农业的重要性，这引起了农民和消费者对挑战全球粮食系统的极大兴趣。一些其他地区与新地区粮食政策倡议所强调将地方农场的特色产品与有机和生态产品相结合。转向本地食品可能涉及多种不同形式的农业，涵盖各种消费动机，并引发广泛的政治变革，就像19世纪的自由放任经济促使人们采取各种应对措施来抵制当代全球化一样。

### 欧洲的食品政策
在许多欧洲国家中，食品与民族共同体的归属感是密切相关的，是民族认同的一部分。欧洲关于转基因食品的争论促使利益集团、社会运动和非政府组织向立法机构宣传健康、营养和生态考虑的重要性。欧盟委员会于 2007 年制定了一系列政策，规定了有机农业和进口食品的程序。

### 欧洲当地的差异
在英国等欧洲国家，政府政策的重点是在于通过成分标签来规范消费者的知情选择。由于政府对食品恐慌反应比较缓慢，英国是对新农业的创新抵制最为强烈的、最激进的欧洲国家。研究证明，在比利时、挪威和英国等国家，人们对生态种植的食品有着强烈的偏好。尽管如此，英国政府仍然试图动员有机食品市场。
在其他国家，比如意大利，透明度和质量似乎具有不同的含义，这意味着产品标签发挥的作用略有不同。为了更加重视食品的可追溯性，贴标签是必要的，这被认为是向安全迈出的一步。意大利关于转基因食品的争论是最近（90 年代末）才开始的，并且发展迅速。食品安全已成为媒体关注的问题，考虑到 77% 的意大利成年人相信有机食品对他们更有益这一事实，这促使消费者更青睐有机产品。
意大利生物农业协会（Associazione Italiana per l'Agricoltura Biologica）报告称，意大利的有机种植面积有所增长，因此，意大利是有机食品生产领先国家之一。意大利政府在对有机食品问题上采取了更加积极的态度。政治家们采取了强硬的立场，政府也为动员价值变革做出了巨大努力。有机食品说明了道德问题与当地农民信任问题的综合影响。食品与政治合法化问题相关联，成为公民和政府之间持续辩论和斗争的对象。生产商、零售商和消费者之间的互动正在产生新的消费方式，并赋予消费者权力。在欧洲社会，营销和零售代理商向顾客提供生态信息，导致人们开始质疑大公司和政府有关食品的声明。这充分证明了食品消费对于人们的政治社会共同体的归属感至关重要。

### 有机标签

EU organic food logo

在有机食品市场，消费者的信任是一个至关重要的问题，因为消费者/购买者即使在消费后或食用后也无法真正验证产品是否有机的。有机认证在许多欧洲国家有着悠久的传统。产品包装和/或者价格标签用于向消费者表明该产品是经过认证的有机产品。在欧盟，只有符合第 834/2007 号法规（EC）规定的有机生产、认证和标签原则并通过认证的产品，才能作为有机食品进行标注和销售。自 2010 年 7 月起，所有在欧盟生产和销售的预包装有机产品都必须贴上新的强制性欧盟标识。
除了欧盟标签外，许多欧洲国家还有其他几种有机认证标签，这些标签由不同类型的组织拥有。一方面，这些标签可以分为政府标签和私营组织的标识。一些欧洲国家有政府标识（如丹麦的 "Red Ø "标识、德国的 "Bio-Siegel "标识），但并非所有欧洲国家都有政治标识。
在美国，要被视为有机产品，必须使用特定方法（不包括辐射、基因工程等）生产，只使用允许使用的物质，并要接受美国农业部的监督，要确保农场遵守所有有机法规。要销售声称是有机的产品，必须经过认证。如果产品中的特定成分获得了有机认证，则可在包装上注明。有机产品标签的一个例外情况是，收入在 5000 美元或以下的农场生产的产品无需经过认证。

## 市场

### 生产

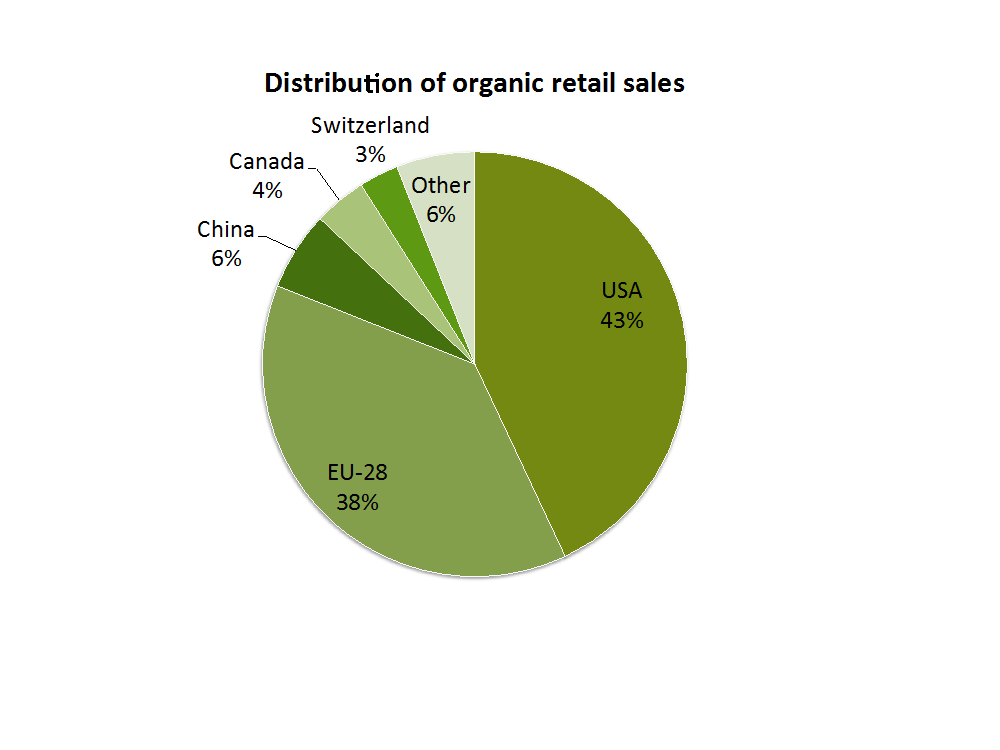
图1。2014年按单一市场划分的有机零售额全球分布情况。（来源：FIBL-AMI调查，2016）。

有机产品市场已经展现出巨大的潜力，如今在所有投资生产的国家中，有机产品市场每年都呈现出稳定的正增长。
2014 年，欧盟有机食品市场增长了 7.4%，其中德国以 79.10 亿欧元的零售额和 4.8%的增长率遥遥领先，其次是法国、英国和意大利紧随其后。(基于各国数据来源的 2016 年 FIBL-AMI 调查）。
在全球范围内，有机市场以美国为首，占全球零售额的 43%，其次是欧盟（38%）、中国（6%）、加拿大（4%）和瑞士（3%）。根据新发布的《2018 年美国有机食品市场预测与机遇》（2013 年），美国有机食品市场的稳健增长预计将持续到 2018 年，年复合增长率为 14%。

### 消费
在欧盟，有机食品的消费量在过去十年中几乎翻了一番；2005 年，消费者在有机食品上的人均花费为 22.4 欧元，而到了 2014 年，这一数字增加至了 47.4 欧元。在这种情况下，消费较多的国家是瑞士，其次是卢森堡、丹麦和瑞典。
在美国，有机食品的消费量也在增长。2014 年，有机食品的年消费量高达约 350 亿美元，据估计，自那时起，有机食品已变得越来越普遍。就有机食品而言，农产品是最畅销的品类，但乳制品、零食和饮料等其他品类也在不断增长。
千禧一代被认为是最普遍的有机产品消费者。他们占购买者的一半以上，通常会说服家人购买有机产品。

### 分发
起初，有机产品主要由专业零售商销售，但在 20 世纪 90 年代末，销售开始跨入主流零售商的行列。如今，普通零售商是主要的销售渠道，其次是有机产品零售商和直销，尽管这些渠道的重要性因国家而异。在美国，93% 的有机食品在普通超市或专业超市出售，其余 7% 的有机食品来自农贸市场等其他购买渠道。
对有机产品的一个批评是，与传统食品相比，分销需要消耗类似的能源。从这个意义上讲，"去本地化 "被认为比有机食品更环保。

### 零售商和营销方式
零售商和营销代理商必须适应人们对有机食品不断增长的、有意识的需求。有机产品被认为是优质产品，这就需要市场在处理这些产品时以创造、保存并可能增强这种认知观念。
由于有机产品的消费蕴含在更广泛的信仰体系中，购买者在购买此类产品时高度参与，并且活动本身涉及心理和情感过程。因此，针对此类消费的营销方法被认为更多是认知性而非行为性的，因为其目的主要是了解消费者如何将产品的特性与健康和具有社会意识的生活方式联系起来。通常情况下，消费者将食物的味道、质地和气味与各种享乐主义的成就联系起来，而有机生产方式则与健康的生活方式联系起来，从而与健康、身体健康、以及最终幸福和普遍的内心和谐联系起来。
从零售商的角度来看，有机食品与营养补充品、减肥棒、无添加产品等这一系列其他食品共同构成了一个商品类别，吸引了许多利基市场的消费者，并创造了很高的收入利润。传统超市正通过扩大品种、价格差异化和自有品牌等手段，越来越多地推广有机食品，而像 全食超市（Whole Foods） 和 乔氏超市（Trader Joe's） 这样的有机食品专卖店也越来越受欢迎。
有机自有品牌在树立零售商形象方面发挥着特别重要的作用，因为它们有助于树立零售商形象和消费者约束力。作为企业社会责任的标志，标签影响着消费者对企业及其产品的信任。就有机产品而言，信任起着至关重要的作用，因为即使消费者希望以自觉、理性和独立的方式行事，也很难知道购买者看到的是否就是他们得到的。通常情况下，消费者无法直接验证他们购买的有机产品是否真正遵循了有机农业的规律。如果消费者遭受信息不对称的困扰，这可能会让他们感到很脆弱。因此，消费者必须依靠美国农业部以及零售商和营销专家，他们自称是产品是否真正按照有机农业实践生产的保证人。

### 有机餐厅
有机餐厅和绿色餐厅是与有机食品传播相关的另一种餐饮服务。最近，这些餐厅越来越受欢迎，并利用市场细分来吸引那些追求健康饮食的顾客。
这种性质的餐厅通常直接从当地产品中采购，为顾客提供用新鲜的当地食材烹制的菜肴。最近，有机餐厅获得了认证。例如，在意大利，道德与环境认证研究所（ICEA）制定了一套认证体系，允许进行更多控制，并将要求标准化，以获得有机认证。除有机食品认证外，无麸质、素食和纯素菜单也已实现标准化。
另一个例子是美国非营利性绿色餐厅协会，该协会将 "绿色 "认证的先决条件扩大到更广泛的环境问题。该协会将用水效率、减少废物和回收利用、能源使用和减少污染等问题纳入考虑范围。他们的系统以 80 个 "绿色积分 "为基础，如果餐厅遵守了某些环保程序，就可以获得这些积分。对于美国的大多数城市来说，如果一家餐厅的得分达到 62 分或以上，就被认为获得了 GRA 认证。

## 媒体内容
尽管影响购物者行为的因素很多，但媒体在决策中发挥着重要作用。超过 90% 的消费者通过大众媒体和电视获取有关食品和生物技术的信息。对有些人来说，观看纪录片之类的东西可能会让他们感到非常不愉快，从而立即改变自己的行为。有些消费者会被大众媒体强烈的视觉效果和传播方式所感到害怕,有时，他们的反应是完全拒绝，但有时，他们会慢慢改变自己的做法和习惯。如果媒体对食品技术风险的总体报道水平不断提高，那么它将继续影响观看报道的人。埃尔文-戈夫曼等人指出了信息 "框架 "在风险判断中的重要性。框架提供了意义，也提供了一种思考生活、事件和整个世界的方式。根据特定的框架，对非有机食品风险的判断可能大相径庭。作为框架，新闻报道为公众提供了对社会现实的各种定义。通过框架，媒体可以突出某些观点，也可以边缘化其他观点。
有机农业经常被媒体描绘成所谓不安全且破坏环境的现代农业做法的替代品。这意味着有机农业通常被定义为 "非"（不健康、不安全等）而非 "是"。

## 另请参阅
- 生态农业
- 生态美食学（英语：Eco-gastronomy）
- 批判性消费主义（英语：Critical consumerism）
- 天然食品（英语：Natural food）
- 新颖食品
- 有机认证（英语：Organic certification）
- 有机食品